# Brie-Comte-Robert
Brie-Comte-Robert – miejscowość i gmina we Francji, w regionie Île-de-France, w departamencie Sekwana i Marna.
Według danych na rok 1990 gminę zamieszkiwało 11 501 osób, a gęstość zaludnienia wynosiła 577 osób/km² (wśród 1287 gmin regionu Île-de-France Brie-Comte-Robert plasuje się na 223. miejscu pod względem liczby ludności, natomiast pod względem powierzchni na miejscu 77.).